# 永谷園
株式会社永谷園（ながたにえん、NAGATANIEN Co., Ltd.）は、お茶漬け海苔・ふりかけ・味噌汁等を製造・販売する食品メーカー。キャッチコピーは「味ひとすじ 永谷園」で、「味ひとすじ」は企業理念にもなっている。本項では、持株会社化以前の永谷園（現商号 永谷園ホールディングス）および持株会社化に際し新設された事業会社である永谷園について記す。

## 概要
「永谷園」の起源は江戸時代の山城国湯屋谷村（現：京都府綴喜郡宇治田原町）で煎茶の製法を開発した永谷宗七郎（のちの永谷宗円）にさかのぼる。
製茶業や茶量の切り売りなどを経たのち、1953年（昭和28年）4月、宗円の10代目にあたる永谷嘉男によって創業された。
1952年（昭和27年）から発売が開始された「お茶づけ海苔」で「永谷園」の経営を不動のものにした。業界で初めてフリーズドライ方式の即席味噌汁を開発したのも永谷園である。
また、現在は撤退しているものの、天ぷら専門店「天ぷら天○」など外食産業も手がけていた。
歌舞伎特有のメーキャップである隈取の一つ、「筋隈」を登録商標としている。

## 事業所・工場
- 技術開発センター（大田区東六郷）

その他、事業所所在地を参照。

## 沿革
| 年度                       | 出来事 |
| -------------------------- | --- |
| 1952年（昭和27年）         | 「江戸風味 お茶づけ海苔」（現：永谷園のお茶づけ海苔）発売開始。 |
| 1953年（昭和28年）4月      | 株式会社永谷園本舗設立。 |
| 1974年（昭和49年）         | 粉末タイプの即席みそ汁「あさげ」発売 |
| 1976年（昭和51年）12月     | 東京証券取引所第二部に上場。 |
| 1979年（昭和54年）         | 「味ひとすじ 永谷園」のキャッチコピーを使用開始。 |
| 1982年（昭和55年）         | 岡山工場竣工。 |
| 1983年（昭和58年）4月      | 東京証券取引所第一部に上場。 |
| 1986年（昭和61年）         | 株式会社オリエント興産（現：株式会社永谷園プロパティ）設立。 |
| 1992年（平成4年）10月1日   | 株式会社永谷園に商号変更 |
| 2003年（平成15年）4月      | ISO 9001の認証を取得。 |
| 2004年（平成16年）         | ブランド・ステートメントを導入 |
| 2005年（平成17年）12月28日 | 永谷嘉男創業者名誉会長が逝去 |
| 2007年（平成18年）         | 永谷園生姜部 発足。 |
| 2008年（平成20年）9月      | 藤原製麺株式会社の株式51%を取得し連結子会社化、同社と子会社「株式会社ふじの華」（2015年3月、藤原製麺が吸収合併）が永谷園グループ傘下に入る。                                                                                            |
| 2012年（平成24年）         | 「お茶づけ海苔」発売60周年を迎える。5月17日を「お茶漬けの日」と制定し、日本記念日協会に登録。 |
| 2013年（平成25年）4月      | 株式会社麦の穂ホールディングスの全株式を取得。 |
| 2015年（平成27年）10月     | 持株会社体制に移行。（旧）株式会社永谷園を株式会社永谷園ホールディングスに、株式会社永谷園分割準備会社（2015年4月設立）を（新）株式会社永谷園に、それぞれ商号変更。吸収分割により、食料品の製造、販売事業を（新）株式会社永谷園に継承。 |
| 2021年（令和3年）10月      | 永谷園本体の2工場を吸収分割で同年4月1日に設立した株式会社永谷園フーズに譲渡、生産子会社（株式会社サンフレックス永谷園、株式会社花笠食品、株式会社オクトス、株式会社ニシエイ、株式会社永竹）を永谷園フーズに合併し事業開始。             |
| 2024年（令和6年）9月       | 上場廃止。 |

## 歴代社長
永谷園本舗社長
- 永谷嘉男：1953年 - 1990年
- 永谷博：1990年 - 1992年

永谷園社長
- 永谷博：1992年 - 1996年
- 永谷栄一郎：1996年 - 2008年
- 町田東：2008年 - 2012年
- 永谷泰次郎：2012年 - 2015年
- 飯塚弦二朗：2015年 - 2019年
- 五十嵐仁：2019年 - 2022年
- 成田健一：2022年 -

## 企業戦略について

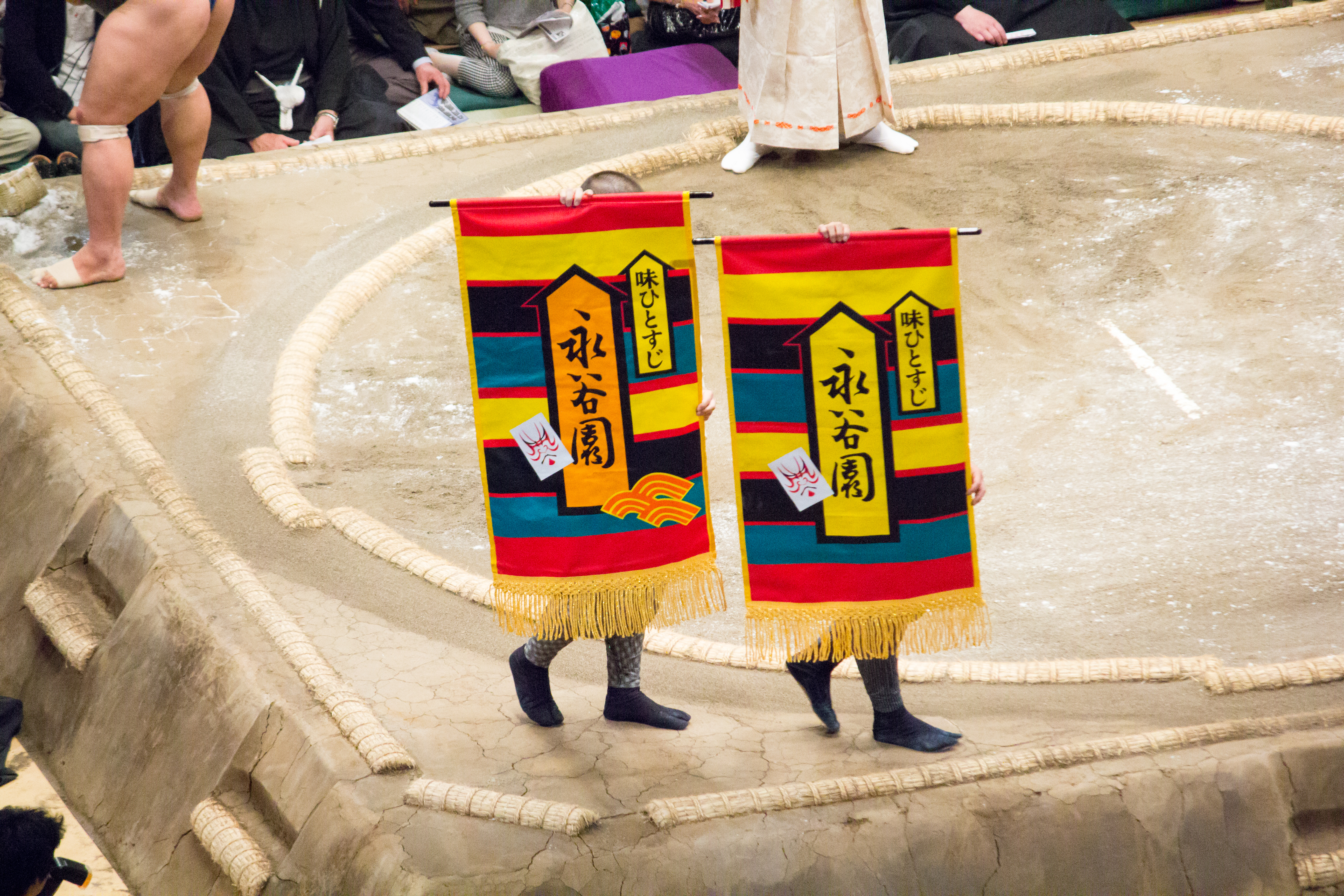
大相撲での懸賞幕（2014年）

1953年（昭和28年）の創業以来、コーポレートアイデンティティ (CI) として「永谷園」のロゴ表記は筆文字を使用しているが、2004年（平成16年）に現在のブランド・ステートメント「味ひとすじ 永谷園」が導入され、「永谷園」の上に「味ひとすじ」の文字が入り、下には永谷園の英文表記（Nagatanien）のNをモチーフにした力強い躍動感のある「N」が配置されている。テレビを中心に全国規模のマーケティング、広告を積極的に行う企業である。
テレビコマーシャルなどではNの文字が速く描かれるアニメーションとともに、お茶づけ海苔を振りかける「サッサッ」という音を表現したサウンドロゴが流れる。
2004年のCI制定前、1989年発売のカレー『Tarzan』（Tarzanとのコラボレーション商品）の雑誌広告やCMでは、ゴシック体表記の「永谷園」を使用していた。また、1993年発売のJリーグカレーでは、"NAGATANIEN"の斜体ロゴを使用していた。
この他、大相撲の懸賞にも提供していることでも知られ、呼び出しが身に付けている着物の社名広告も担当している。大相撲力士では、これまで高見山大五郎（先代東関親方）、高見盛精彦（現：東関親方）、照ノ富士春雄がCM出演していて、現在は遠藤聖大がCM出演している。

## 主な商品

### 現在販売中

#### お茶漬け
- お茶づけシリーズ
  - お茶づけ海苔
  - さけ茶づけ
  - 梅干茶づけ
  - わさび茶づけ
  - たらこ茶づけ
- 味わい茶漬け 4種
- だし茶漬け

#### ふりかけ
- おとなのふりかけ
- ごましお

#### 即席みそ汁
- 生みそタイプみそ汁 あさげ
- 生みそタイプみそ汁 ひるげ
- 生みそタイプみそ汁 ゆうげ
- 赤だしみそ汁

#### お吸い物・スープ
- 松茸の味お吸いもの

#### ちらし寿司の素
- すし太郎 黒酢入り

#### チャーハンの素
- 具入りチャーハンの素
- 本格焼豚五目チャーハン

#### 惣菜の素
- 麻婆春雨
- 広東風かに玉
- 広東風ニラ玉
- レンジのススメ
- パキット

#### 麺類
- 煮込みラーメン（元々は創業者の永谷家で親しまれていた「土鍋で煮込んだラーメン」を商品化したもの。秋冬限定）

#### ケーキミックス
- ホテルニューオータニホットケーキミックス

#### その他
- ササッと浅漬け（浅漬けの素）
- ブランチパスタ

### 終売品
お茶漬け
- 特製茶漬
- 江戸好み贅沢茶づけ
- 北海くま助
- 懐石茶づけ
- おとぼけスナック
- ぜいたく茶漬け
- お茶づけ海苔 バラエティ・ミニ
- 本家流茶づけ
- 減塩茶漬け
- ラーメン茶漬け
- 野菜たっぷりコンソメでお茶づけ風
- 永谷園のおすすめ茶づけ
- 中華茶づけ
- 七草茶づけ
- 野沢菜茶づけ（現在は長野県限定、また8袋入りの「味わい茶漬け」において、のり、さけ、うめとともに各2袋入りで販売）
- 朝のお茶づけ
- 夜のお茶づけ処
- 刻み具材のお茶づけ
- 冷やし烏龍茶づけ（サントリーとの共同開発商品。春・夏期限定）
- 極旨!スープ茶づけ（ラーメン風のスープを使用したお茶づけ）
- おにぎり茶づけ（「お茶づけ海苔」入りでカップ入り）
- 合格茶づけ
- 朝のお茶づけ
- 夜のお茶づけ処
- 刻み具材のお茶づけ
- 1杯でしじみ70個分のちからしじみ茶づけ
- 大人御前
- 半膳用お茶づけ海苔8袋入

ふりかけ
- エビダマ
- すしふり
- 磯のふきよせ（お茶漬け海苔に1袋サービスされていた）
- めんたいこ（同上）
- わかめバンザイ!
- こどものふりかけシリーズ
- 緑黄野菜ふりかけ
- わかめと海藻ふりかけ
- 健康ふりかけ
- 健康ふりかけミニ
- もっちりな混ぜご飯の素

おむすび
- おむすび10個（鮭わかめ・ゆかり、青菜・鮭こんぶ）
- おとなのおむすび
- ごはんに混ぜ込みごまシリーズ

即席みそ汁
- みそ蔵
- おみそ汁の大感動（業界初、電子レンジで温めるだけの味噌汁）
- あさげ
- ひるげ
- ゆうげ

お吸い物・スープ
- 焼肉と食べたいスープ

ご飯の素
- たこめし
- いかめし
- ほたてめし

ちらし寿司の素
- 上すし太郎
- すし太郎
- 鮭寿司
- すし花子
- ちらし王
- 山菜ちらし
- すし太郎 華やかちらし
- すし太郎 彩りちらし

ピラフの素
- 具入りピラフの素

チャーハンの素
- 牛肉チャーハンの素
- 明太子チャーハンの素
- 炎の味
- 神戸名物そばめしチャーハンの素

洋食の素
- 一膳洋食

どんぶりの素
- 親子丼の素
- 一膳どんぶり

カレー
- からだにうれしいカレー
- Tarzan

惣菜の素
- 百円おそうざい
- 和風麻婆豆腐の素
- 和風麻婆茄子の素
- 棒棒鶏春雨
- チリソース春雨
- 秘伝の味麻婆豆腐
- 上海オムレツ
- ふかひれ麻婆
- ちょっとがうれしい小皿中華
- うれしい具入りシリーズ
- 中華風ブナピー玉子
- 中華風エリンギ玉子

麺類
- ラーメンちゃんこ
- かまたまらーめん
- ラーメンパスタ
- 超極太そば 噛む。（商品名のとおり麺が太く、また硬めでコシの強い作りになっている。つけ麺のように「噛んで味わう」という行為を主眼に置いた商品）
- こしの極（おいしい麺の条件である「こし」にこだわった「そば」「そうめん」「ざるうどん」）
- 煮込みラーメンふかひれ味
- 永谷ちゃんぽん
- 永谷皿うどん
- 永谷サラダらーめん
- 冷やし中華風サラダ麺
- 蒸し鍋ラーメン
- 博多屋台風焼きラーメン
- 永谷園のそば・うどん・そうめん
- お鍋ひとつで!
- 麻婆麺（いずれも春夏限定）
- そうらーめん（そうめんの喉ごしとラーメンのコシ・味わいをミックスした独自の冷やし麺。春夏限定）

お好み焼き粉
- 姫路名物 喃風 どろ焼の素
- 五目ミックス天お好み焼
- 徳用お好み焼粉 山いも入り
- ど～んとお好み焼
- 山いもおじさんのお好み焼 山いも天

甘味・デザート
- とろけるプリン

ケーキミックス
- わたしがパティシエ
- わッ!ホットケーキの感動
- モコモコ（電子レンジでつくるケーキ）

飲料
- ミルクセーキ（高見山のCMでおなじみだった）
- 梅ぼし飲みたい（清涼飲料水）

その他
- おいしさギュッと鍋つゆの素（秋冬限定）
- カレー鍋（秋冬限定発売）
- 生姜香る炊き込みごはんシリーズ
- つよいぞ!ジンジャーくん
- トッピー（トースト用ふりかけ）

など

### キャラクター商品
おもに子供向け番組に関連した商品を多く製造・販売している。キャラクター商品には菓子等と同様、シールなどのおまけがついている。
- それいけ!アンパンマン
  - アンパンマンふりかけ、お弁当カレー、カレールゥ、容器つきふりかけ、ホットケーキミックス、お茶づけ、ミニパック
  - ばいきんまん容器つきふりかけ
- 学研の図鑑LIVE 恐竜編ふりかけ

終了したキャラクター商品
- リトルツインスターズ
  - リトルツインスターズお茶づけ[注釈 1]：1977年11月に発売開始した、永谷園初のキャラクター商品だったが、売れ行き不振により短期間で販売終了[14]。
- スーパーマリオブラザーズ
  - マリオふりかけ、マリオお茶づけ（以上2点は1986年7月発売[15]）、マリオカレー（1987年2月発売[15]）：10年近いブランクを経てキャラクター商品に再進出を図る。3品目だけで初年度の売上目標3億円を大きく上回る10億円の売上を達成[16]。「ピーチ姫マーク」を送って当たる「ホログラムテレホンカード」が有名。

※マリオ関連商品は後述タイアップの項・帰ってきたマリオブラザーズも参照
- ドラえもん
  - ドラえもんふりかけ（1987年2月発売[17]）、ふりかけミニパック（1987年発売）[注釈 2]、のりふりかけ（1988年発売）、味付のり（1987年発売）、茶漬け、お子さまランチ（1988年発売）、クリームスープ（1988年発売）、ホットケーキ、シリアル、カレー（1988年2月発売[18]）[注釈 3]、シリアルコーンフレーク（1991年発売）、シリアルミルクチョコタイプ、シリアルいちごチョコタイプ、シリアルコメポップ（1992年発売）等 ：年間売上10億円を記録[19]。「しずかちゃんマーク」を送って当たる「四次元ポケットカン」が有名。
- ポケットモンスター[注釈 4]
  - ポケモンミニふりかけ、ポケモンカレー（以上2点は1997年発売）、お弁当カレー、お茶漬け等：ポケットモンスター関連商品の初年度売上は60億円を記録[20]
- ディズニー関連
  - ミッキーマウスふりかけ、おむすび
  - くまのプーさんふりかけ、お茶づけ、おむすび
- 妖怪ウォッチカレー、ふりかけ、お茶漬け
- ウルトラシリーズ - ふりかけ
- 爆転シュート ベイブレードカレー、お茶漬け
- オシャレ魔女♥ラブandベリーふりかけ、カップケーキ
- 甲虫王者ムシキングカレー、お弁当カレー（ポークあまくち）
- スーパー戦隊シリーズカレー、お弁当カレー（ポークあまくち、野菜コーンあまくち）

- 秘密戦隊ゴレンジャー キレンジャーカレー（ポーク中辛） ※スーパー戦隊シリーズ30作記念として、2006年夏季に限定生産。
- ムーミンふりかけ ：「出た、出た、出た」というキャッチフレーズが特色。
- トミカふりかけ（1箱につきトミカ（ミニカー）1個がおまけについている）
- スター・ウォーズ エピソード1カレー、ふりかけ
- リラックマふりかけ
- 名探偵コナンふりかけ
- Jリーグカレー、ふりかけ[注釈 5]

※ ドラえもん茶漬け、ポケモンお茶漬けにはそれぞれ「ドラえもん」と「ピカチュウ」の形をした蒲鉾が入っていた。

### 業務用
（主に飲食店における販売用）
- 常温商品 - お茶づけ、スープ、ふりかけ、みそ汁、炊き込みご飯、ちらし寿司、混ぜご飯の素など
- 低温商品 - チルド和惣菜

### 贈答品
仏事返礼品
- 海苔ギフトシリーズ
- お茶シリーズ（深蒸し茶など）
- 仏事用お茶づけ・ふりかけ・味付けのり

## 受賞歴
1980年代後期より、日本食糧新聞社主催の「食品ヒット大賞」などをはじめ食品関連の賞に数多くノミネートされており、受賞歴も多い。以下はその主な受賞。
日本食糧新聞社「食品ヒット大賞」
- 1986年（昭和61年） - 「広東風かに玉」：優秀ヒット賞（永谷園商品では初受賞）
- 1987年（昭和62年） - 「スーパーマリオブラザーズふりかけ」：優秀ヒット賞
- 1988年（昭和63年） - 「マリオカレー」：優秀ヒット賞
- 1989年（平成元年） - 「具入りチャーハンの素」：優秀ヒット賞
- 1990年（平成2年） - 「お茶づけ海苔」：ロングセラー賞
- 1991年（平成3年） - 「おとなのふりかけ」：優秀ヒット賞
- 1992年（平成4年）
永谷園：食品ヒット特別賞（法人としては初受賞）
「おとなのおむすび」：優秀ヒット賞
- 1994年（平成6年） - 「Jリーグふりかけ」：優秀ヒット賞
- 1995年（平成7年） - 「松茸の味お吸いもの」：ロングセラー賞
- 1996年（平成8年） - 「あさげ」：ロングセラー賞
- 1998年（平成10年） - 「ポケモンふりかけ」：食品ヒット大賞（永谷園商品では初受賞）
- 1999年（平成11年） - 「減塩みそ汁」：優秀ヒット賞
- 2000年（平成12年） - 「さまさまふりかけシリーズ」：優秀ヒット賞
- 2001年（平成13年） - 「マグカップでおしゃれなケーキ モコモコ」：優秀ヒット賞
- 2002年（平成14年） - 「神戸名物そばめしチャーハンの素」：優秀ヒット賞
- 2004年（平成16年） - 「おみそ汁の大革命」：優秀ヒット賞
- 2007年（平成19年） - 「すし太郎」：ロングセラー賞

その他
- 2000年（平成12年） - 「さまさまふりかけシリーズ」：食品産業新聞社主催 食品産業技術功労賞・商品部門
- 2004年（平成16年） - 「おみそ汁の大革命」：食品産業新聞社主催 食品産業技術功労賞・商品部門
- 2005年（平成17年）
「おみそ汁の大革命」：サンケイリビング新聞社「助かりました大賞」食品部門 銅賞
「おみそ汁の大感動」：日本パッケージングコンテスト2005「グッドパッケージング賞」食品包装部門
- 2007年（平成19年） - 「とろけるプリン」：サンケイリビング新聞「ヒットに太鼓判！グランプリ」

## CM
永谷園のCMは、食事のシーンをダイナミックなカメラワークと音で表現したものが多い。特に1998年頃より放送された熱々のお茶漬けをひたすら掻き込むCMは話題となり、以後他商品でも似た様なCMがつくられた。また30年以上に渡って出演した和田アキ子と同じホリプロ所属の俳優・タレントも多く出演している（現在）。

### CM出演者
（50音順）

#### 出演中
テレビCM出演者
- 熱海富士朔太郎、伊勢ヶ濱親方 - 「煮込みラーメン」
- 伊藤真利奈 - 「お茶づけ海苔」
- 片岡京子 - 「松茸の味お吸いもの」[24]「お茶づけ海苔」（遠藤聖大と共演）「すし太郎」「あさげ」「チャーハンの素」「広東風かに玉」「はま吸い」
- 仙名彩世 - 「パキット」「松茸の味お吸いもの」
- 塚本恋乃葉 - 「カップのお茶づけ」
- 出川哲朗 - 「えびふりかにふり」[25]「チャーハンの素」「広東風かに玉」｢あさげ｣「煮込みラーメン」「鶏スープ」「豚バラ大根」「麻婆豆腐」「麻婆春雨」「五目焼きビーフン」
- 宮下純一 - 「おとなのふりかけ」 / 過去：「脂っぽい料理に 黒豆のちから」、「1杯でしじみ70個分のちから」（高橋優子と共演）、「麻婆春雨」（東ちづると共演）、「おとなのソフトふりかけ」（熊田聖亜と共演）、「すし太郎」「ラーメンパスタ」「カレー鍋」（和田アキ子と共演）、「かまたまらーめん」「博多屋台風焼きラーメン」「永谷園のそば・うどん・そうめん」「あさげ」「あさげ減塩」「かにのちからみそ汁」（振分精彦と共演）「おみそ汁の大革命」「チャーハンの素」「たまねぎのちから」「やさしい中華」

#### 過去

##### 男性
- 相川貴彦 - 「おとなのふりかけ」
- 浅野忠信 - 「あさげ」（他4社製品とコラボレーションしたCMが話題に）
- 阿部寛 - 「お茶づけ海苔」
- 猪俣星哉 - 「おとなのふりかけ」
- 遠藤聖大 - 「お茶づけ海苔」「煮込みラーメン」
- 北島三郎 - 「お茶づけシリーズ」「すし太郎」
- 酒井敏也 - 「あさげ」
- 堺正章 - 「すし太郎」、「あさげ」
- ザ・ドリフターズ - 「味ぶし」「鮭っこ」「焼き肉」「焼たらこ」「カレー教室」「めんたいこ」「とびだせ三角」（ふりかけ）
- 下山葵 - 「煮込みラーメン」（和田アキ子と共演）
- 反町隆史 - 「お茶づけ海苔」
- 高倉健 - 「お茶漬け海苔」※「お茶漬け海苔」発売60周年を記念した企業広告CM[26]
- 振分精彦（元小結・高見盛） - 「かにのちからみそ汁」（宮下純一と共演）「おとなのふりかけ」「超ふりかけ」 / 過去：「そうらーめん」「お茶漬けの日キャンペーン」「お茶づけ海苔」（高橋優子と共演）「しじみ70個分のちから」「そうらーめん」「ご縁があるね♡キャンペーン」「おとなのふりかけミニ」（以上は振分親方として）「お茶づけ海苔」「おとなのお茶づけ」「カレーふりかけ」（以上は現役力士、高見盛として）
- 高見山 - 「ミルクセーキ」
- 田中碧海 - 「たこめし」
- 谷啓 - 「お茶づけ海苔」「カレンダーふりかけ」
- 玉木宏 - 「お茶づけ海苔」「麻婆春雨」「あさげ」「わが家は名酒場」「超ふりかけ」「松茸の味お吸いもの」「1杯でしじみ70個分のちから」 / 過去：「ササッとあさげ」「ササッとスープ」「海の味そのまんまふりかけ」「チャーハンの素」「極旨!スープ茶づけ」「こしの極」「博多屋台風焼きラーメン」「お茶づけ海苔60周年[27]」「そうらーめん、そばらーめん」「お茶漬の日キャンペーン」「お鍋ひとつで!」「そうらーめん」「さけ茶づけ」
- 照ノ富士春雄 - 「麻婆春雨」「広東風かに玉」「ガツンと!スタミナ定食」「チャーハンの素」「ぽかぽかパンダキャンペーン」（懸賞）
- 中村橋之助 (3代目) - 「お茶づけ海苔」「松茸の味お吸いもの」「永谷園の贈り物（妻の三田寛子と共演）」
- 畑信也 - 「超ふりかけ」 / 過去：「韓国麺屋！」「超極太そば 噛む。」「永谷園生姜部 きざみ生姜」「お茶づけ海苔」「チャーハンの素」
- 爆笑問題 - 「おとなのふりかけ」「おとなのみそ汁」「広東風かに玉」「麻婆春雨」「麻婆豆腐」「モコモコ」「お茶づけ海苔」「すし花子」「そばめしチャーハン」「そばめしふりかけ」「ラーメン茶づけ」「焼きビーフン」「煮込みラーメン」
- ビートたけし - 「百円おそうざいシリーズ」（たけし軍団と共に出演）
- 藤本祐介 - 「カルシウムふりかけ」
- 松村雅史 -「生みそタイプみそ汁あさげ」「お茶づけ海苔」 「あさげ」「チャーハンの素」（広告代理店東急エージェンシー社員[28]。1998年にCM撮影時に代役として出演した際そのままCMキャラクターに採用され話題になった[29]。）
- 水内猛 - 「おとなのふりかけ」「お豆腐サイコー」
- 三田村邦彦 - 「あさげ」
- 宮下純一 - 「かにのちからみそ汁」（振分精彦と共演）「おみそ汁の大革命」「チャーハンの素」「たまねぎのちから」「おとなのふりかけ」「やさしい中華」 / 過去：「脂っぽい料理に 黒豆のちから」、「1杯でしじみ70個分のちから」（高橋優子と共演）、「麻婆春雨」（東ちづると共演）、「おとなのソフトふりかけ」（熊田聖亜と共演）、「すし太郎」「ラーメンパスタ」「カレー鍋」（和田アキ子と共演）、「かまたまらーめん」「博多屋台風焼きラーメン」「永谷園のそば・うどん・そうめん」「あさげ」「あさげ減塩」
- 安居剣一郎 - 「冷やし烏龍茶づけ」「こんがり焼きカレー」
- 柳家小さん (5代目) - 「あさげ」「ひるげ」「ゆうげ」
- 柳家花緑- 「あさげ」「ゆうげ」（※小学生時代に祖父・5代目柳家小さんと共演）
- ラモス瑠偉 - 「Jリーグカレー」「お茶づけ海苔」「煮込みラーメン」（和田アキ子と共演）
- モンキー・D・ルフィ（声：田中真弓） - 「お茶づけ海苔」

##### 女性
- 東ちづる - 「1杯でしじみ70個分のちから」「おとなのふりかけミニ」「わさび茶づけ」、「麻婆春雨」（宮下純一と共演）「おうちで韓国ごはん」「煮込みラーメン」「広東風かに玉」「麻婆春雨」（熊田聖亜と共演）、「蒸し鍋ラーメン」「チャプチェ 韓国風春雨炒め」「お茶づけ海苔60周年[27]」
- 石原さとみ - 「おみそ汁の大革命」「わかめバンザイ!」「あさげ」「松茸の味お吸いもの」
- 今いくよ・くるよ - 「すし太郎・山菜ちらしの素」
- 牛渡葉月 - 「梅干茶づけ」「おとなのふりかけ」「チャーハンの素」
- 木下彩音 - 「お茶づけ海苔」
- 熊田聖亜 - 「お茶漬の日キャンペーン」（振分親方と共演）「おとなのソフトふりかけ」（宮下純一と共演）「麻婆春雨」「おうちで韓国ごはん」「煮込みラーメン」「広東風かに玉」（東ちづると共演）「松茸の味お吸いもの」（玉木宏と共演）「彩りごはん」（東ちづると共演）「お茶づけ海苔」「すし太郎」（和田アキ子と共演）「カレーふりかけ」（高見盛と共演）「おとなのソフトふりかけ」（沼倉花菜と共演）「蒸し鍋ラーメン」「チャプチェ 韓国風春雨炒め」
- 欅坂46 - 「お茶づけ海苔」（出演メンバー：菅井友香、長濱ねる、渡辺梨加、渡邉理佐、小林由依、土生瑞穂）[30]
- 小島瑠璃子 - 「梅干茶づけ」「松茸の味お吸いもの」「あさげ（粉末タイプ）」「広東風かに玉」「お肉マジック」「スープで食べるグラノーラ」「お茶づけ海苔」「1杯でしじみ70個分のちから」
- 小西杏奈
- 小林美香
- 小雪 - 「あさげ」「永谷園のおすすめ鮭ほぐし茶づけ」「永谷園のおすすめ貝柱しぐれ茶づけ」
- 榊原郁恵 - 「まかせて!野菜のお献立」「和風麻婆豆腐」「おいしくできちゃう！炒飯と野菜炒め」
- 坂下千里子
- 笹本玲奈
- 佐藤ありさ - 「わさび茶づけ」
- 佐藤美希 - 「彩りごはん」
- 篠原ともえ - 「トッピー」
- 菅井きん - 「みそ蔵」
- 高橋優子 - 「お茶づけ海苔」（振分親方と共演）「おとなのふりかけ」「1杯でしじみ70個分のちから」（宮下純一と共演）「しじみ70個分のちから」「チャーハンの素」 「ご縁があるね♡キャンペーン」
- 田中好子
- 高見知佳 -「みそ蔵」
- TRF - 「冷え知らずさんの生姜シリーズ」
- W（ダブルユー）- 「モコモコ」「すし太郎」
- チェン・チュー - 「松茸の味お吸いもの」「麻婆春雨」（和田アキ子と共演）「広東風かに玉」（同左）
- 新山千春 - 「お魚マジック」「お肉マジック」「彩りごはん」
- 沼倉花菜 - 「おとなのソフトふりかけ」（熊田聖亜と共演）
- 初音映莉子 - 「あさげ（生みそタイプ）」「松茸の味お吸いもの」「さまさまふりかけ」
- 春名美咲 - 「煮込みラーメン」（和田アキ子と共演）
- 平野レミ - 「松茸の味お吸いもの」「和風麻婆豆腐」「ちょっとがうれしい小皿中華」
- 福井未菜 - 「ラーメンパスタ」（宮下純一と共演）
- 福原愛 - 「すし太郎」（和田アキ子と共演）
- ベッキー - 「トッピー」
- 丸山桂里奈 - 「お茶づけ海苔」「1杯でしじみ70個分のちから」
- 三田寛子
- 都はるみ - 「梅干し茶づけ」
- 宮前るい
- 柳原可奈子 - 「やさしい中華」「ホットスムージー」 / 過去：「グッドレ」「妖怪ウォッチキャンペーン」「すし太郎」
- 和田アキ子 - 「すし太郎」「1杯でしじみ70個分のちから」「カレー鍋」（以上、宮下純一と共演）「麻婆春雨」「広東風かに玉」「煮込みラーメン」「ブナピー玉子」「エリンギ玉子」「ゴーヤー玉子」「焼肉と食べたいスープ」「おみそ汁の大感動」「おみそ汁の大革命」「チャーハンの素」「カレー鍋」「すし太郎」「あさげ」「永谷ちゃんぽん」

### キャラクター
- ウルトラマンタロウ - 「すし太郎」（北島三郎と共演）
- マリオ（声：古谷徹） - 「スーパーマリオふりかけ」「マリオカレー」（マリオカレーのCMは銀河万丈がナレーションとして担当）
- ドラえもん（声：大山のぶ代[注釈 7]） - 「ドラえもんふりかけ」「ドラえもんカレー」他

など
オリジナルキャラクター
- 麻婆マン（演：宮下純一） - 「麻婆春雨」（2012年）

## スポンサー

### テレビ番組
現在、全て定期枠では提供されていない。
日本テレビ系（NNN・NNS）
- ZIP!
- news every.
- news zero
- DRAMATIC BASEBALL（地上波、BS日テレ）※BSの巨人戦を中心に提供。一部試合を除く

テレビ朝日系（ANN）
- スーパーベースボール（地上波、BS朝日。一部試合を除く）

TBS系（JNN）
- S☆1 BASEBALL（地上波、BS-TBS）※BSで放送のDeNA戦を中心に提供。一部試合を除く

テレビ東京系（TXN）
クレジットなし（PT枠）
- 乃木坂工事中（テレビ愛知制作、筆頭スポンサー）
- 昼サテ
- ゆうがたサテライト
- ALWAYS Baseball（地上波、BSテレ東。一部試合を除く）
- おはスタ（一時期降板あり、一部の回を除きヒッチハイクも担当）
- シナぷしゅ
- Mナビ
- アサティール2 未来の昔ばなし
- あちこちオードリー
- 何を隠そう…ソレが！
- タクシー運転手さん一番うまい店に連れてって！
- ナゼそこ？

フジテレビ系（FNN・FNS）
クレジットあり
- BSフジLIVE プライムニュース（BSフジ）
- 野球道 (フジテレビ系列)（地上波、BSフジ。一部試合を除く）
- BSフジの特別番組各種（一部を除く）

クレジットなし（PT枠）
- めざましテレビ
- クイズ!脳ベルSHOW（BSフジ）※帯番組時代は月・火曜に提供していた。

独立局・BS・CS、その他
- サンテレビボックス席（サンテレビ）
- BS12 プロ野球中継（TwellV）

過去
★は番組自体継続中
（日本テレビ系）
- 宇宙戦艦ヤマト （読売テレビ制作）
- 新世紀GPXサイバーフォーミュラ
- ★名探偵コナン（読売テレビ制作）
- NNNニュースプラス1→NNN Newsリアルタイム
- ズームイン!!SUPER
- ★所さんの目がテン!
- スッキリ!!
- ★満天☆青空レストラン（不定期）
- AKBINGO!（関東ローカル）

（TBS系）
- JNNニュースの森→イブニング・ファイブ
- 愛の劇場
- ウンナン極限ネタバトル! ザ・イロモネア 笑わせたら100万円
- 仮面ライダーBLACK→仮面ライダーBLACK RX（MBS制作）

（フジテレビ系）
- 火曜ワイドスペシャル[注釈 8]
- 強力!木スペ120分[注釈 9]
- FNNスーパータイム→FNNニュース555 ザ・ヒューマン→FNNスーパーニュース
- 競馬中継（東日本）
- 森田一義アワー 笑っていいとも!（関東ローカルスポンサー）
- ひらけ!GOMA王国（関西テレビ制作）
- るろうに剣心 -明治剣客浪漫譚-
- FNNプライムニュース デイズ（関東ローカルスポンサー）
- バイキング
- オドオド×ハラハラ
- 東京女子流スレスレTV!（BSフジ）
- 東北魂TV（第2シーズン以降、BSフジ、ロゴで表示）

（テレビ朝日系）
- ★スーパー戦隊シリーズ[注釈 10]（2003年度 - 2020年度、2016年度まで9月 - 11月、2017年度 - 2018年度は9月 - 10月、2019年度 - 2020年度は9月のみで放映。2020年度で販売終了と同時に放映を打ち切り。）
- ★ドラえもん
- 聖闘士星矢（初期のアニメ）
- きんぎょ注意報!
- 美少女戦士セーラームーン ※1992年12月まで。後任は丸美屋食品工業。
- 鎧伝サムライトルーパー（名古屋テレビ制作）
- 獣神ライガー（名古屋テレビ制作、初期のみ）
- チンプイ
- エスパー魔美
- 勇者シリーズ（名古屋テレビ制作）
  - 伝説の勇者ダ・ガーン
  - 勇者特急マイトガイン
  - 勇者指令ダグオン
- Bビーダマン爆外伝（名古屋テレビ制作）
- SLAM DUNK（1995年11月のみ）
- タイムショック21（一時大正製薬とともに筆頭スポンサーについていた）
- 怪談レストラン
- ウッチャンナンチャンの炎のチャレンジャー これができたら100万円!!
- お願い!ランキングGOLD presents 眠れる才能テスト
- シルシルミシルさんデー - 番組で当社を取り上げたことがある。
- ★人生の楽園

（テレビ東京系）
- 木曜洋画劇場（筆頭スポンサー）
- ポケットモンスター→ポケットモンスター アドバンスジェネレーション
- テニスの王子様
- 甲虫王者ムシキング 森の民の伝説
- あにゃまる探偵 キルミンずぅ
- クイズところ変れば!?
- 高橋名人の面白ランド
- 爆転シュート ベイブレード
- テレビ愛知制作土曜朝8時枠のアニメ（テレビ愛知制作）[注釈 11]
- NEWS FINE
- やりすぎコージー
- ★開運!なんでも鑑定団
- うた世紀ベストテン
- ひめチェン!おとぎちっくアイドル リルぷりっ
- SHOWBIZ COUNTDOWN（テレビ愛知制作、一社提供）
- 楽しいムーミン一家
- ちょこっとイイコト 〜岡村ほんこん♥しあわせプロジェクト〜
- Mプラス Express（2011年10月 - ）
- 乃木坂って、どこ?（テレビ愛知制作、筆頭スポンサー）
- 田勢康弘の週刊ニュース新書（- 2010年9月は筆頭スポンサー）※BSジャパンでも放送
- 斉木楠雄のΨ難
- L4 YOU!プラス
- 歴史の道 歩き旅
- ミギカタアガリ旅行社
- 朝の!さんぽ道
- JAPAN COUNTDOWN（テレビ大阪幹事、筆頭スポンサー）
- NEWSモーニングサテライト

ほか
（独立テレビ局）
- 熱闘!! 楽天戦 フル中継（BS11）

ほか

### ラジオ番組
- オールナイトニッポン（ニッポン放送）

ほか

### スポーツユニフォーム
- XANADU loves NHC（芸能人女子フットサルチーム）
- バルドラール浦安（Fリーグ） 2007年の開幕当時から胸スポンサー

### タイアップ
- 帰ってきたマリオブラザーズ （任天堂・ファミリーコンピュータ ディスクシステム書き換え専用ソフト）
  - ゲーム中に当社のCMが流れることで話題になった。同ソフトが発売された当時、火曜ワイドスペシャルに当社と任天堂が同時に提供していた。その後、ゲームボーイミクロのコラボレートジャケット（非売品）を出した。

### 大相撲との関連
永谷園は2000年（平成12年）から大相撲の懸賞金を出しており、オーナー企業らしく一場所あたり200本以上もかける大口スポンサーである。土俵上を永谷園の懸賞幕が巡る光景は、NHKのテレビ中継でもたびたび目にすることができる。
CMには、東関部屋所属の高見山や高見盛が出演しており、高見盛のCM放映にあたっては、彼の取組全てに5本もの懸賞がかけられていた。高見盛は引退したのちも、振分親方としてCMに出演している。
現役力士では2019年現在は遠藤（追手風部屋所属）がCM出演している。
相撲界の不祥事による懸賞金などの対応
2000年代後半になると相撲界の不祥事が相次ぎ、力士大麻事件が起こった2008年（平成20年）9月の秋場所の懸賞を従来の200本からその半分となる100本に減らしたことがある。その後、再発防止策がとられたことにより、2009年（平成21年）1月の初場所から再び200本に戻している。
特に、2010年（平成22年）5月の夏場所後に発覚した野球賭博事件においては、社会的影響の大きさを考慮したうえ、7月の名古屋場所への懸賞旗の掲出および呼出着物広告を中止した。
なお、同年9月の秋場所からは再び懸賞金および呼出着物広告を再開している。
2011年（平成23年）3月の春場所は八百長問題で開催中止、また5月は通常の本場所と異なる技量審査場所のため、いずれも懸賞金自体中止となったが、7月の名古屋場所からの本場所再開により、懸賞金を再開している。
2021年（令和3年）5月場所中に相撲協会新型コロナウイルス対応ガイドライン違反が報道された朝乃山については、6月11日に「6場所の出場停止と50％の減給6ヶ月」と協会の処分が決定したことを受けて、2020年12月から1年間のCMタレント契約を解除した。

## レストラン事業
過去に展開していたレストラン事業
- 天ぷら天○ - 銀座店
- 江戸肴・お酒 天まる - 丸の内店
- 江戸前天丼銀座天ぱち - 東京駅店
- 銀座すし嘉 - 銀座店
- 京都DINING&BAR嘉の香 - 池袋店
- 自然式食堂餉餉 - 首都圏（銀座、さいたま新都心、羽田空港、横浜ランドマークの4店）
- ぴんとこな - 六本木ヒルズ店
- 永谷園（和食）
- お寿司のマーチ（回転寿司）
- 寿司 かぶ吉（高級回転寿司）

など

## その他
- 「そばめしふりかけ」「そばめしチャーハン」「煮込みラーメン」「冷し烏龍茶漬け」「博多屋台風焼きラーメン」等といった同業他社が商品化していない業界初という商品を手掛けるのが得意である。
- レストラン事業のレストランは一時期メニューがフランス語表記であった。
- 2008年（平成20年）に新商品開発などを目的とした「生姜部」（業務部門ではない社内部活動の位置づけ）を設立し、実際に千葉県内の自社実験農場で生姜を栽培、収穫し、「冷え知らずさんシリーズ」の発売に至るなどの効果を上げている。